# 三二二三学制
三二二三学制（さんににさんがくせい）は、世界で行われる学制の一つである。それに対し、三三四学制という学制がある。

## 概略
三二二三学制というのは、中学校3年制、高校2年制、予科2年制、大学3年制ということ。世界で三二二三学制が行われている国は主にイギリス、ドイツなどの一部のヨーロッパの国である。

## 世界各地

### 日本
日本においては、明治時代から第二次世界大戦後に学制改革が行われるまでの旧制学校にみられた。

### 香港
2011年まで、三二二三学制が行われている。香港の教育改革により、2009年9月から4年生となる生徒は新しい三三四学制となる。